# 科尔蒂-杜平图
科尔蒂-杜平图是葡萄牙贝雅区的一个堂区。总面积70.69平方公里，总人口1080人，人口密度15.3人/平方公里。